# Petoa
Petoa è un comune dell'Honduras facente parte del dipartimento di Santa Bárbara.
Il comune risulta come entità autonoma già nel censimento del 1791.